# چورتانباشوو
چورتانباشوو (انگلیسی: Churtanbashevo) یک شهرک در شهرستان چکماگوشفسکی استان باشقیرستان کشور روسیه است.